# Lecanora dispersogranulata
Lecanora dispersogranulata är en lavart som beskrevs av Szatala. Lecanora dispersogranulata ingår i släktet Lecanora och familjen Lecanoraceae.   Inga underarter finns listade i Catalogue of Life.